# Guarniero V di Speyergau
Guarniero V di Speyergau (in tedesco Werner o Walaho) (889 circa – 935 circa) fu conte di Nahegau, Speyergau e Wormsgau, situate in Franconia. È uno dei primi membri documentati della dinastia salica, che tra il 1024 e il 1125 fornì diversi re di Germania e imperatori del Sacro Romano Impero.

## Biografia
Le origini di Guarniero non sono certe, infatti, presumibilmente suo antenato fu il conte di Wormsgau Guarniero IV vissuto attorno all'840. Guarniero IV era sposato con Oda, figlia del conte robertingio Roberto III, dalla quale ebbe la figlia Viltrude, andata in sposa al corradinide Eberardo (? - ca. 903), fratello di Corrado il Vecchio. Quando Roberto il Forte, fratello di Oda, divenne marchese di Neustria, Guarniero IV ereditò i possedimenti che questi, suo cognato, aveva a Worms. 
Guarniero V viene attestato come conte per la prima volta come nel 906 e, probabilmente ottenne questa carica poiché era imparentato con le più potenti dinastie della Franconia. Infatti, in quell'anno divenne duca di Franconia il cognato Corrado il Giovane, il quale venne eletto re dei Franchi Orientali nel 911. Secondo la cronaca di Flodoardo di Reims, Guarniero V fece confiscare i possessi ecclesiastici dell'arcidiocesi di Reims nel Palatinato e ordinò che il vescovo di Spira fosse accecato. 
Secondo il Reginonis Chronicon, Continuator Reginonis Trevirensis, Guarniero sposò con una figlia di Corrado il Vecchio. Secondo la cronaca di Tietmaro, invece, sposò Hicha (ca. 905 - 950), figlia del duca di Svevia Burcardo II e di sua moglie Regilinde di Zurigo. Gli successe il figlio Corrado il Rosso, che fu nominato duca di Lotaringia nel 944. Ebbe forse anche una figlia (anche se forse era in realtà una sorella) che sposò Anselmo di Nagold il Vecchio.